# Pangrapta geometroides
Pangrapta geometroides är en fjärilsart som beskrevs av Achille Guenée 1852. Pangrapta geometroides ingår i släktet Pangrapta och familjen nattflyn. Inga underarter finns listade i Catalogue of Life.